# Beregi Voros
Beregi Voros es una variedad cultivar de ciruelo (Prunus domestica), de las denominadas ciruelas europeas.
Una variedad de ciruela que se encuentra en Hungría desde tiempos antiguos.
Las frutas tienen un tamaño mediano a grande, color de piel rojo púrpura, cubierto de pruina de mediano espesor, punteado pequeño, y pulpa de color amarillo dorado ambarino, moderadamente jugosa, textura medianamente blanda, más bien fibrosa, y sabor dulce con poco sabor.

## Sinonimia
- "Beregi Vörös szilva".

## Historia
En Hungría, el cultivo de ciruelas tiene numerosos seguidores de su cultivo en pequeños huertos o jardines, siendo unos de sus productos derivados más conocidos el licor pálinka, o también la mermelada de ciruela cocinada en un caldero. En Hungría se conocen innumerables variedades de este fruto, y cada año aparecen más variedades interesantes que crecen en casi todas las casas, pero durante mucho tiempo nadie sabe adjudicarles un nombre determinado.
Los ciruelos crecen principalmente en antiguos huertos mixtos en el área del Alto Tisza, en las llanuras de Bereg y Szatmár, así como en las llanuras aluviales de Tisza, Szamos y Túr.
'Beregi Voros' está cultivada en diversos bancos de germoplasma de cultivos vivos, tales como en National Fruit Collection (Colección Nacional de Fruta) de Reino Unido con el número de accesión: 1948-457 y Nombre Accesión : Beregi Voros. El espécimen fue recibido en el «National Fruit Trials» (Probatorio Nacional de Frutas), para evaluar sus características en 1948, procedente de la "Universidad de Agricultura de Hungría", Budapest.

## Características
'Beregi Voros' árbol moderadamente vigoroso, erguido. Autofértil. Flor blanca, que tiene un tiempo de floración que comienza a partir del 11 de abril con el 10% de floración, para el 15 de abril tiene una floración completa (80%), y para el 24 de abril tiene un 90% de caída de pétalos.
'Beregi Voros' tiene una talla de tamaño mediano a grande de forma ovalada, cavidad poco profunda, estrecha, abrupta, sutura pronunciada, una línea distinta; ápice redondeado o ligeramente puntiagudo, con peso promedio de 23.14 g; epidermis tiene una piel delgada, tierna, siendo el color rojo púrpura, cubierto de pruina de mediano espesor, punteado pequeño; pedúnculo glabro, con una longitud promedio de 7.50 mm, pubescente, bien adherido al fruto con la cavidad del pedúnculo estrecha y apenas pronunciada; pulpa de color amarillo dorado ambarino, moderadamente jugosa, textura medianamente blanda, más bien fibrosa, y sabor dulce con poco sabor.
Hueso semi libre, irregular y alargado, aplanada, áspera, ligeramente comprimida y con cuello en la base, roma o aguda en el ápice, sutura ventral estrecha, alada, fuertemente surcada, sutura dorsal aguda o levemente surcada.
Su tiempo de recogida de cosecha es conocida por su maduración tardía, se puede cosechar a nediados de agosto.

## Usos
Se usa comúnmente como ciruela de usos culinario y en la elaboración de licores.